# Тобольская мечеть
Тобольская мечеть — мечеть в г. Тобольск Тюменской области. Находится в подгорной части Тобольска в бывшей татаро-бухарской слободе.

## Строительство

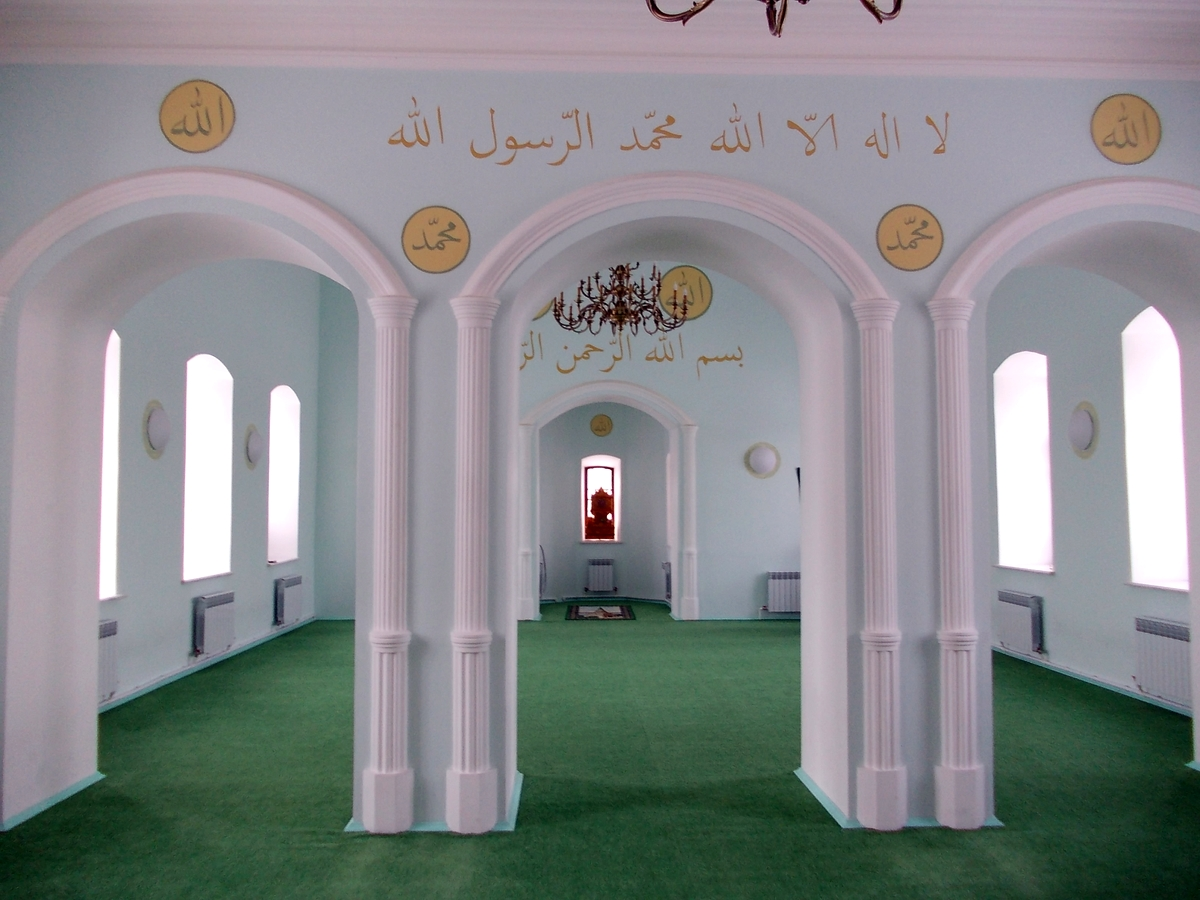
Внутреннее убранство тобольской мечети

Каменная Тобольская мечеть была построена на рубеже XIX—XX вв. в 1890 г. на месте старинной деревянной мечети, существовавшей ещё со времён Сибирского ханства. Новая мечеть была возведена на деньги купца-мецената, гласного городской думы Тобольска Тохтасына Айтмухаметова. Средства на мечеть пожертвовали также мусульмане Тюменской губернии, которых объезжал купец: об этом говорится в его некрологе 1915 г.. Кроме Тобольской мечети была также построена деревянная мечеть в деревне Нижние Аремзяны, которая погибла в пожаре уже в советское время. Точное время постройки мечети неизвестно: называются и 1890, и 1905 г., а документы не сохранились. Неизвестно также имя архитектора, хотя есть предположение, что спроектировал мечеть лютеранин Готлиб Цинке — епархиальный архитектор в Тобольской митрополии и автор проекта другой каменной мечети в с. Ембаево.

## Медресе
При мечети действовало медресе, открытое и содержавшееся на свои деньги Тохтасыном Айтмухаметовым, с раздельным обучением мальчиков и девочек. В программу обучения учеников входили такие предметы, как казанское тюрки, история, ориентирование, этика, физкультура, счет, диктант, изучение Корана — об этом говорит свидетельство, хранящееся в школе № 15, расположенной напротив мечети.

## Мечеть во времена СССР
В 1930 г. по решению горисполкома якобы по просьбам местного населения мечеть была закрыта. С середины 1980-х гг., когда в здании мечети располагался кинотеатр «Ялкын», верующие настойчиво требовали у местных властей вернуть им мечеть.

## Реставрация
В 1988 г. Тобольский горисполком удовлетворил это требование, и мечеть была возвращена мусульманской общине. За короткое время верующие под руководством имам-хатыба Ибрагима Сухова на свои деньги отремонтировали здание, возвели новый минарет, снесённый в советские времена.
В 1988 г. имам-хатыб Ибрагим Сухов воссоздал новый минарет и входной узел по проекту архитекторов Карапетян Петроса и Ольги.
18 марта 2011 г. мечеть была открыта после большой реставрации, длившейся 9 месяцев, для чего из регионального бюджета было выделено 37 миллионов рублей. В ней совершают намаз, идут пятничные службы. Для женщин на цокольном этаже есть своя комната для молитвы.

## Статус
Мечеть является объектом культурного наследия регионального значения, о чём напоминает табличка на здании мечети.